# Семеновское (Российское сельское поселение)
Семеновское — деревня в Вяземском районе Смоленской области России. Входит в состав Российского сельского поселения. Население — 24 жителя (2007 год). 
Расположена в восточной части области в 24 км к юго-западу от Вязьмы, в 3 км северо-западнее автодороги Р134 «Старая Смоленская дорога» Смоленск — Дорогобуж — Вязьма — Зубцов, на берегу реки Осьма. В 8 км севернее деревни расположена железнодорожная станция 273-й км на линии Москва — Минск. 

## История
В годы Великой Отечественной войны деревня была оккупирована гитлеровскими войсками в октябре 1941 года, освобождена в марте 1943 года.